# Max Mallowan
Max Mallowan (anglès: Max Edgar Lucien Mallowan)  (Londres, 6 de maig de 1904 - Wallingford, 19 d'agost de 1978) (CBE) va ser un destacat arqueòleg anglès, especialitzat en la història antiga de l'Orient Mitjà. Va ser el segon marit d'Agatha Christie.
Max Mallowan va estudiar Clàssics, que consisteixen en lingüística, literatura, història de l'art i arqueologia, al New College de la Universitat d'Oxford. El 1925, es va convertir en el primer assistent de Sir Leonard Woolley al jaciment d'excavació d'Ur, a Mesopotàmia (actual Iraq).

## Biografia

### Infància
Nascut Max Edgar Lucien Mallowan a Wandsworth el 6 de maig de 1904, era fill de Frederick Mallowan i de la seva esposa Marguerite (de soltera Duvivier), la mare de la qual era la mezzosoprano Marthe Duvivier.
La família del seu pare era d'Àustria. Va estudiar a Rokeby School i Lancing College (on va ser contemporani d'Evelyn Waugh) i va estudiar Clàssics al New College d'Oxford.

### Inicis de la seva carrera professional
Primer va treballar com a aprenent de Leonard Woolley al jaciment arqueològic d'Ur (1925-1930), que es pensava que era la capital de la civilització mesopotàmica. Va ser al jaciment d'Ur, l'any 1930, on va conèixer per primera vegada Agatha Christie, la famosa escriptora, recentment divorciada. Se solidaritzen, però la novel·lista ha d'interrompre la seva visita i tornar urgentment a Anglaterra; la seva filla Rosalind ha contret una pneumònia. Amb la pressa, la novel·lista s'esquinça el turmell, així que Max Mallowan s'ofereix a portar-la a casa. De tornada a Anglaterra, va decidir no tornar immediatament a l'Orient Mitjà, trobant una plaça al Museu Britànic. Els dos amics es veuen regularment i durant un cap de setmana a Ashfield, la casa de la família d'Agatha Christie, Max li proposa matrimoni. Ella dubtarà per les seves moltes diferències: ella és anglesa i anglicana, ell és d'origen austríac i catòlic. A més, és 15 anys més gran que ella. Christie acaba acceptant i es casen discretament l'11 de setembre de 1930, recelosos de la premsa des de l'afer de la seva desaparició perquè aquesta no deixaria d'evocar el matrimoni entre una anglicana divorciada i un catòlic que va decidir convertir-se a l'anglicanisme.

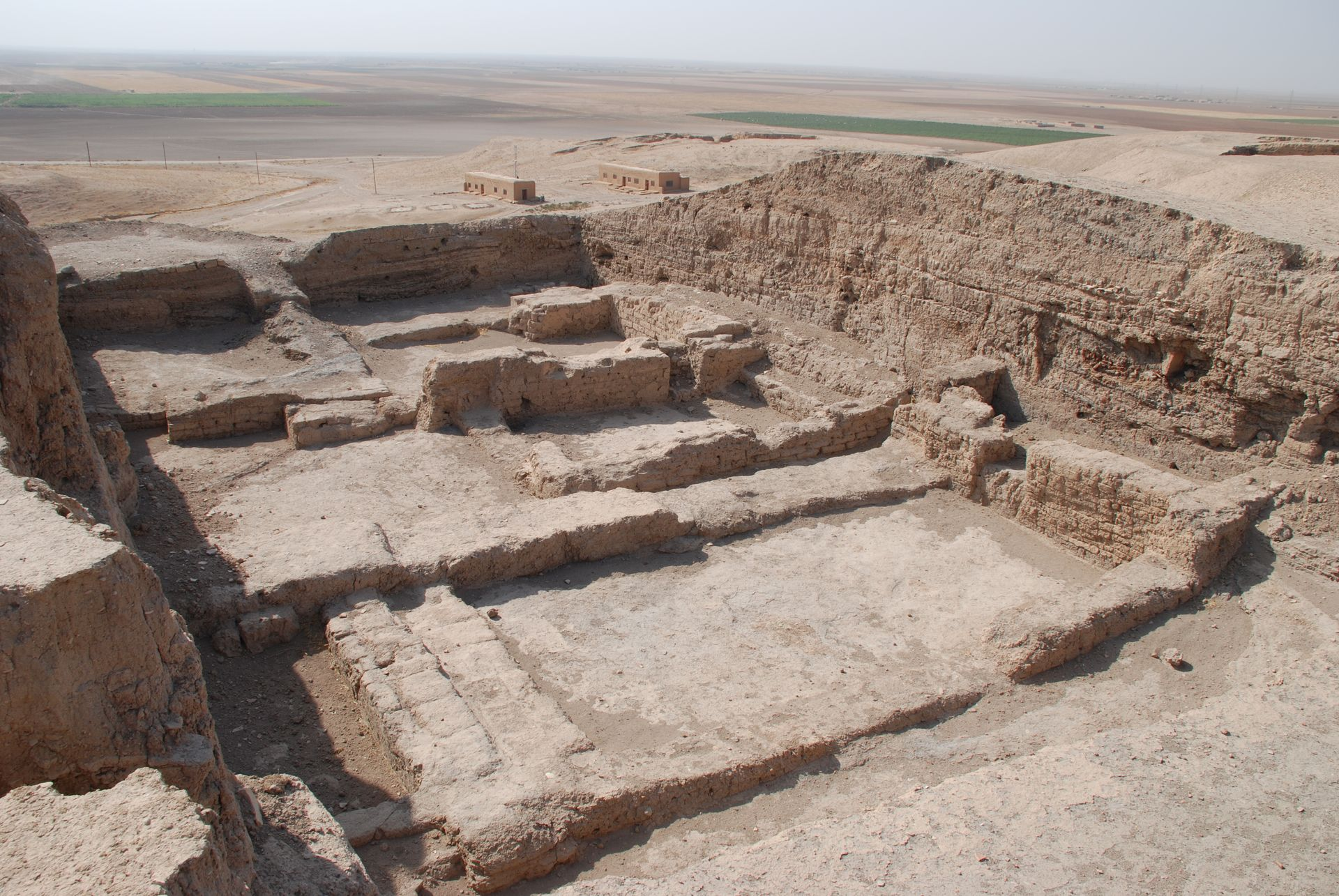
Ruïnes del palau d'època de Mitanni, a Tell Brak (Síria)

Per a la seva lluna de mel, la parella Mallowan va anar a Venècia, a Split (Iugoslàvia) i finalment a Grècia. A Atenes, Max Mallowan ha de tornar al jaciment d'Ur i deixar la seva esposa sola, tot i que és víctima d'una greu intoxicació alimentària. El director d'excavacions Leonard Woolley i la seva esposa Catherine no volen la presència de la novel·lista. Davant l'actitud dels Woolley, Max busca altres excavacions de jaciments, i accepta una proposta del doctor Campbell-Thompson que dirigeix les excavacions a Nínive.
Max Mallowan vol dur a terme les seves pròpies excavacions i fer-se un nom al mitjà. A la primavera de 1933, va aconseguir convèncer el Museu Britànic perquè financés una expedició al jaciment de Tell Arpachiyah (Iraq). La campanya és un èxit i Max ja no tindrà dificultats per trobar finançament per a les seves properes expedicions. A causa d'una situació política explosiva a l'Iraq, va decidir dur a terme les seves excavacions a Síria, primer a Chagar Bazar (a la primavera de 1935), i després a Tell Brak (a la primavera de 1936). També va ser el primer a excavar jaciments arqueològics a la vall de Balikh, a l'oest de la conca del Khabur. Agatha Christie va acompanyar el seu marit en totes les seves campanyes d'excavació arqueològica. El mes de desembre, marxen de Síria.
La cita apòcrifa «Un arqueòleg és el millor marit que pot tenir una dona: com més gran es fa, més s'interessa per ella.» és de fet la frase d'una columnista londinenca, Beverley Nichols, que la va atribuir a Agatha Christie per burlar-se d'ella.

### Durant la Segona Guerra Mundial
El 3 de setembre de 1939, Gran Bretanya va declarar la guerra a l'Alemanya nazi. Max Mallowan, de 35 anys, està implicat en la defensa civil de Brixham, no podent reclamar més sense entrenament militar, a més el seu pare és austríac. El 1940, va ser contractat a Londres com a secretari del professor Garstang, amic i director de l'Escola Britànica d'Arqueologia d'Ankara. Després d'haver llogat la finca Greenway a una tal senyora Arbuthnot, la seva esposa va anar amb ell a la capital. Els atacs aeris alemanys els van obligar a canviar d'allotjament diverses vegades. S'acaben mudant a un pis a Lawn Road després que la seva casa de Sheffield Terrace fos bombardejada. L'11 de febrer de 1941 va ser comissionat com a oficial pilot en proves a la Subdivisió de Funcions Administratives i Especials, servint a la Reserva de Voluntaris de la Royal Air Force al nord d'Àfrica. El seu coneixement de la llengua àrab li va permetre ser enviat al Caire com a comandant. Va ascendir a oficial de vol el 18 d'agost de 1941, Va marxar d'Egipte cap a Tripolitana el febrer de 1942. Va viure sis mesos a l'antiga ciutat fenícia Sabratha, després a Misratah. Va ascendir a tinent de vol l'1 d'abril de 1943 i en algun moment també va ocupar el rang de comandant d'ala. Va tornar a Trípoli com a secretari d'Afers Àrabs. Mallowan finalment va tornar de la guerra el maig de 1945 i després de la seva desmobilització la parella es va traslladar de nou a casa seva a Greenway.

### Activitats a Anglaterra

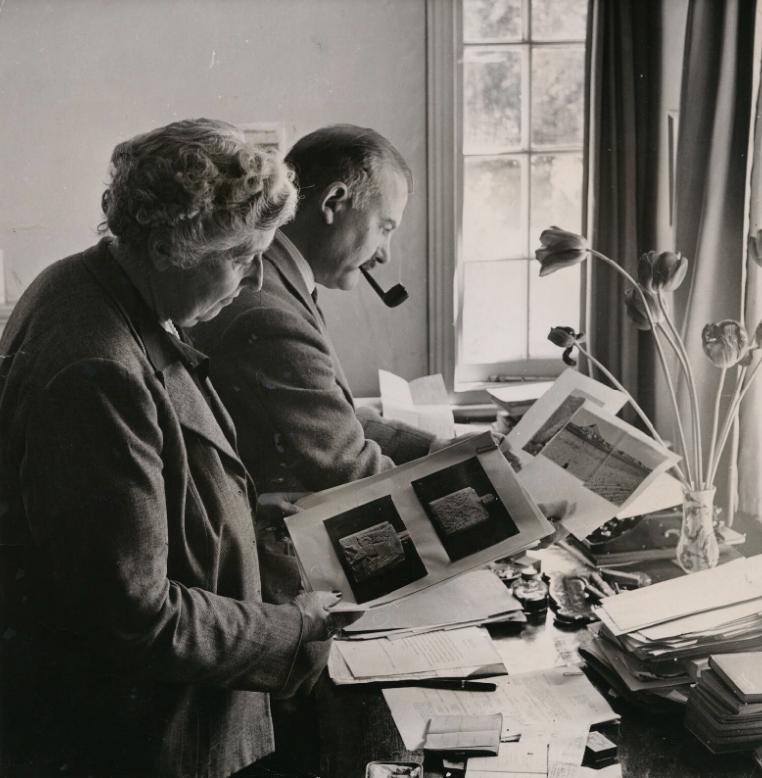
Agatha Christie i Max Mallowan, 1950

A finals de 1947, Mallowan va ser nomenat professor d'arqueologia d'Àsia Menor a l'Institut d'Arqueologia de la Universitat de Londres, càrrec que va ocupar fins al 1961 El mateix any, també va esdevenir director de l'Escola Britànica d'Arqueologia a l'Iraq (1947-1961), i va dirigir la represa dels seus treballs a Nimrud (prèviament excavat per A. H. Layard), publicant Nimrud and its Remains (2 volums, 1966). Mallowan va donar compte del seu treball a Twenty-five Years of Mesopotamian Discovery (1956) i la seva esposa Agatha Christie, va descriure el seu treball a Síria a Come, Tell Me How You Live (1946). A partir de 1951 van fer grans descobriments, però el 1958 van haver d'abandonar el país a causa de la revolució després de l'assassinat del rei Faisal II de l'Iraq.
Agatha Christie va morir el 12 de gener de 1976 a la seva residència de Wallingford, prop d'Oxford. L'any següent, Mallowan es va casar amb Barbara Hastings Parker, una arqueòloga, que havia estat la seva epigrafista a Nimrud i secretària de l'Escola Britànica d'Arqueologia a l'Iraq.

### La seva mort
El 19 d'agost de 1978, Mallowan va morir a Wallingford (Oxfordshire), als 74 anys d'edat, d'un atac de cor després d'una cirurgia de maluc, i va ser enterrat al costat de la seva primera esposa, Agatha, al cementiri de St Mary's, Cholsey a Oxfordshire.
La seva vídua, Barbara Parker, la seva segona esposa, va morir a Wallingford el 1993, als 85 anys d'edat.

## Honors
Mallowan va ser nomenat Comandant de l'Ordre de l'Imperi Britànic en els honors de l'aniversari de la Reina de 1960, i va ser nomenat cavaller el 1968. Ell i Agatha Christie es trobaven entre una sèrie de parelles casades, cadascuna de les quals tenia honors de cavaller per dret propi.
Va donar la Conferència Arqueològica Albert Reckitt de 1969.
També va ocupar un càrrec honorari a l'All Souls College de la Universitat d'Oxford.

## En la cultura popular
El 2019, Mallowan va ser interpretat per Jonah Hauer-King a la pel·lícula Agatha and the Curse of Ishtar.
El 2022, Mallowan va ser interpretat per Lucian Msamati a la pel·lícula britànica-estatunidenca See How They Run.

## Selecció d'obres
- Twenty-five years of Mesopotamian discovery (1932-1956) (en anglès).  Londres: British School of Archaeology in Iraq, 1956.
- Early Mesopotamia And Iran (en anglès).  Londres: Thames & Hudson, 1965 (The Library of Early Civilizations).
- Nimrud and its Remains (en anglès).  Londres: Collins on behalf of The British School of Archaeology in Iraq, 1966.
- «Cap. VIII: The development of cities: from Al-'Ubaid to the end of Uruk». A: Prolegomena and Prehistory (en anglès). I.  Cambridge: Cambridge University Press, 1970, p. 327-462 (The Cambridge Ancient History).
- Ivories in Assyrian Style, Commentary, Catalogue and Plates (en anglès).  Londres: British School of Archaeology in Iraq, 1970. Junt amb Leri Glynne Davies.
- Mallowan's memoirs. Agatha and the Archaeologist (en anglès).  HarperCollins, 1977.
- The Nimrud Ivories (en anglès).  British Museum Publications Limited, 1978.